# Meilleure performance mondiale de l'année
La meilleure performance mondiale de l'année (en abrégé MPMA) est la meilleure réalisation sportive constatée à la fin de la saison dans une discipline donnée dans les domaines tels que la natation ou l' athlétisme. Elle est le fait du dernier world leader (WL) de la saison. L’athlète qui a réalisé cette performance fait alors figure de tête d’affiche pour les grandes compétitions à venir.